# Campeonato de Francia de Rugby 15 1995-96
El Campeonato de Francia de Rugby 15 1995-96 fue la 97.ª edición del Campeonato francés de rugby.
El campeón del torneo fue el equipo de Toulouse quienes obtuvieron su decimotercer campeonato.

## Desarrollo

### Grupo 1
| Pos | Equipo                | Puntos |
| --- | --------------------- | ------ |
| 1   | Toulouse              | 43     |
| 2   | Grenoble              | 41     |
| 3   | Toulon                | 40     |
| 4   | Narbonne              | 38     |
| 5   | Agen                  | 36     |
| 6   | Perpignan             | 36     |
| 7   | Nîmes                 | 34     |
| 8   | Nice                  | 33     |
| 9   | Bayonne               | 32     |
| 10  | Racing club de France | 27     |

| Pos | Equipo           | Puntos |
| --- | ---------------- | ------ |
| 1   | CA Brive         | 42     |
| 2   | Bourgoin         | 41     |
| 3   | Castres          | 38     |
| 4   | Bourdeaux-Begles | 38     |
| 5   | Montferrand      | 38     |
| 6   | Pau              | 36     |
| 7   | Dax              | 36     |
| 8   | Colomiers        | 34     |
| 9   | Rumilly          | 33     |
| 10  | Montpellier      | 24     |

### Octavos de final
| mayo de 1996 | Toulouse | 21 - 16 | ES Catalane |  |  |

| mayo de 1996 | Narbonne | 23 - 20 | Montferrand |  |  |

| mayo de 1996 | Dax | 28 - 14 | Grenoble |  |  |

| mayo de 1996 | Toulon | 16 - 15 | Perpignan |  |  |

| mayo de 1996 | Brive | 24 - 18 | Colomiers |  |  |

| mayo de 1996 | Agen | 25 - 18 | Bourdeaux-Begles |  |  |

| mayo de 1996 | Pau | 14 - 6 | Castres |  |  |

| mayo de 1996 | Bourgoin | 26 - 12 | Périgueux |  |  |

### Cuartos de final
| mayo de 1996 | Toulouse | 12 - 9 | Narbonne |  |  |

| mayo de 1996 | Dax | 25 - 11 | Toulon |  |  |

| mayo de 1996 | Brive | 13 - 12 | Agen |  |  |

| mayo de 1996 | Pau | 21 - 18 | Bourgoin |  |  |

### Semifinal
| mayo de 1996 | Toulouse | 36 - 23 | Dax |  |  |

| mayo de 1996 | Brive | 23 - 21 | Pau |  |  |

### Final
| 1 de junio de 1996 | Toulouse | 20 - 13 | Brive | Parc des Princes, París |  |

| Bandera de Francia   |
| Campeón Toulouse     |
| Décimo tercer título |